# بل ایکس‌پی-۷۷
بل ایکس‌پی-۷۷ (به انگلیسی: Bell_XP-77) یک هواگرد از نوع هواپیمای جنگنده ساخت شرکت بل ایرکرفت است. هواگرد بل ایکس‌پی-۷۷ نخستین پروازش را در ۱ آوریل ۱۹۴۴ میلادی انجام داد. در مجموع، تعداد 2 فروند از این هواگرد ساخته شده‌است.